# 圣吉勒维约马尔谢
圣吉勒维约马尔谢（法語：Saint-Gilles-Vieux-Marché，法語發音：[sɛ̃ ʒil vjø maʁʃe]）是法国阿摩尔滨海省的一个市镇，位于该省南部，属于甘冈区。

## 地理
圣吉勒维约马尔谢（48°14'35"N, 2°58'27"W）面积21.95 平方千米，位于法国布列塔尼大區阿摩尔滨海省，该省份为法国西北部沿海省份，位于布列塔尼半岛北部，北濒大西洋英吉利海峡，西接菲尼斯泰尔省，南至莫尔比昂省，东临伊勒-维莱讷省。
与圣吉勒维约马尔谢接壤的市镇（或旧市镇、城区）包括：科雷勒、梅尔莱阿克、勒基利奥、圣马丹德普雷、圣马约、盖莱当。

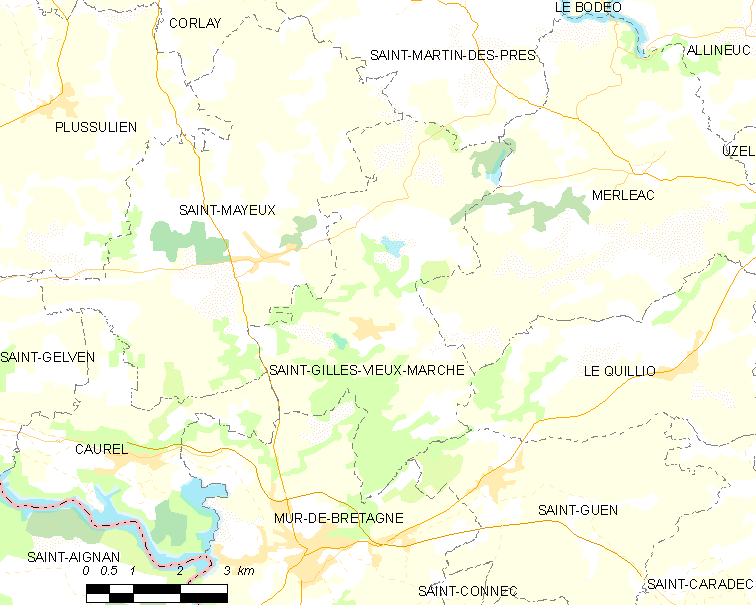
圣吉勒维约马尔谢的OSM定位图

圣吉勒维约马尔谢的时区为UTC+01:00、UTC+02:00（夏令时）。

## 行政
圣吉勒维约马尔谢的邮政编码为22530，INSEE市镇编码为22295。

## 政治
圣吉勒维约马尔谢所属的省级选区为盖莱当县。

## 人口

1962-2008年间圣吉勒维约马尔谢人口变化图示

圣吉勒维约马尔谢于2022年1月1日时的人口数量为315人。